# The Sickest Squad
The Sickest Squad est un groupe de techno hardcore italien. Il est formé en 2000 en tant que trio composé de Jacopo Stevanato, Samuele Gozzo, et Sirio Carino. Sirio Carino quitte le groupe en 2006 et le désormais nommé The Sickest Squad, anciennement The Sick DJ Team, continue en duo.

## Biographie
Le groupe est initialement formé au début des années 2000 sous le nom de Sick DJ Team, alias avec lequel ils publient un premier EP intitulé Sick 001. Le groupe est à l'origine un trio composé de Jacopo Stevanato, Samuele Gozzo et Sirio Carino. Par la suite, ils entrent en contact avec The Stunned Guys, dirigeants du label Traxtorm Records, qui publieront leur premier EP quatre titres intitulé Inspector Fucker en 2003 dans le succursale G-Net Records, et apparaissent dans la compilation Traxtorm Power 2003. Après cette sortie, ils décident de s'orienter vers le genre frenchcore. Ils envoient par la suite une démo à DJ Radium. Radium reconnaitra le talent du trio qui contactera Randy, dirigeant du label Randy 909%, pour publier l'EP Smart Power en 2005. 
Toujours vers 2005, la Sick DJ Team adopte le nom de The Sickest Squad et publie l'EP Obbligo o verita. L'EP qui suit, The Sickest marque le début de leurs séries notoires des In. En 2006, The Sickest Squad publie un deuxième EP chez Randy 909%, Il Clitoride,. En 2007, The Sickest Squad s'associe avec Lenny Dee et Randy pour l'EP Boomshakalaka. Cependant, Sirio avait déjà quitté le groupe en 2006 après la sortie de Il Clitoride. Entre-temps, The Sickest Squad se popularise encore plus à l'échelle locale, en Italie. Ils jouent à divers lieux et festivals comme le club néerlandais Happy Dayzz, qui deviendra leur lieu de prédilection aux Pays-Bas. En 2008, le groupe publie son premier album studio, The Celebration of Decerebration au label français Psychik Genocide.
En 2010, Jacopo et Samuele jouent un tas d'événements néerlandais, et signent un contrat avec l'agence de booking Most Wanted DJ. Après avoir joué à l'édition Italian Mayhem du festival Masters of Hardcore en 2010, ils parviennent à concevoir The Sickest Squad Concert. En 2012, le groupe publie son deuxième album, Opera Prima. Cette même année, ils participent au concept This is Hardcore, jouent aux 25 ans du festival Thunderdome et à Dominator. En 2016 sort leur troisième album studio, Sickcore 3.0 (Extended DJ Versions) au label Brutale, une branche de Traxtorm.
À la fin des années 2010, la popularité du groupe prend encore plus d'ampleur à l'international lorsqu'il s'associe avec Dr. Peacock,. En mai 2017, ils prennent part au festival Frenchcore s’il vous plaît!, aux côtés notamment de The Speed Freak et Maissouille. En 2018, en France, ils participent à la tournée Born to Rave,. En avril 2018, ils sont annoncés le 21 juillet 2018 au festival Dominator.

## Discographie

### Album
- 2008 The Celebration of Decerebration
- 2012 Opera Prima
- 2016 Sickcore 3.0

### EP
- 2005 The Sickest EP
- 2005 Obbligo o Verità
- 2006 Il Clitoride
- 2006 Tekno Kronik
- 2007 Really Hot
- 2007 As U Wish
- 2007 Lobotomia
- 2007 Boomshakalaka
- 2009 Hard Abuse EP
- 2009 Digital Cocaine EP
- 2009 Videogame EP
- 2009 Brrr Stick’em
- 2010 One Of Us EP
- 2010 Checkout The Sound
- 2011 Strike EP
- 2012 Atto Secondo
- 2013 Opera Prima Remixes
- 2013 Minimal is Criminal
- 2014 Sick Dreams
- 2015 Ass, Bass & Bithces
- 2016 Frenchcore Family EP
- 2017 Don’t Speak
- 2017 Q-Galaxy
- 2018 Chromesthesia
- 2018 It’s Just a MF
- 2019 Lacrimosa
- 2019 IN30
- 2019 IN98
- 2019 Fake Drop

### Remix
- 2008 X-Fly - Chart To Chart (The Sickest Squad Remix)
- 2009 Programers - Power You Up (The Sickest Squad Remix)
- 2012 Angerfist - Dance with the Wolves (The Sickest Squad Remix)
- 2013 Miss Twilight - Grind (The Sickest Squad Remix)
- 2013 Meccano Twins - Inner Side (The Sickest Squad Remix)
- 2014 Placid K - G Member - (The Sickest Squad Remix)
- 2015 Satronica + Unexist - Fuck The System (The Sickest Squad Remix)
- 2016 AniMe - Detonate (The Sickest Squad Remix)
- 2016 The Speed Freak - El Gringo Loco (The Sickest Squad Remix)
- 2017 Detest - Brutal Hardcore Motherfucker (The Sickest Squad Remix)
- 2017 Dj Skinhead - Extreme Terror (The Sickest Squad Remix)
- 2017 Hallucinator - Heartbreak (The Sickest Squad Remix)
- 2018 Maissouille - Rock The Beat (The Sickest Squad Remix)
- 2019 Micropoint - E-Man (The Sickest Squad Remix)

### Dj Mixes
- 2010 Pure Sickcore
- 2012 Dominator Festival
- 2013 Hardcore4life
- 2015 Ground Zero - The Night Festival
- 2017 Harmony Of Hardcore
- 2017 Q-Base